# برلا
برلا (به لاتین: Brela) یک منطقهٔ مسکونی در کرواسی است که در شهرستان اسپلیت-دالماسی واقع شده‌است. برلا ۲۰ کیلومتر مربع مساحت و ۱٬۷۷۱ نفر جمعیت دارد.